# Związki karbonylowe
Związki karbonylowe – rodzina związków organicznych, które posiadają w swej cząsteczce grupę karbonylową. Najczęściej mianem związków karbonylowych określa się aldehydy i ketony, niemniej pojęcie to obejmuje także: kwasy karboksylowe i ich pochodne: estry kwasów karboksylowych, chlorki kwasowe kwasów karboksylowych, amidy kwasów karboksylowych, bezwodniki kwasów karboksylowych sole kwasów karboksylowych.
Przez związki karbonylowe w chemii metaloorganicznej rozumie się zwykle kompleksy zawierające ligandy karbonylkowe, tzw. karbonylki.